# المؤتمر الأمريكي لعلماء الصحة الصناعية الحكومية
المؤتمر الأمريكي لعلماء الصحة الصناعية الحكومية بالانجليزية:(ACGIH) American Conference of Governmental Industrial Hygienists))
هي جمعية مهنية لأخصائي الصحة الصناعية والممارسين للمهن ذات الصلة بها، ومقرها في سينسيناتي بولاية اوهايو. ومن أهدافها النهوض بحماية العمال عن طريق توفير معلومات علمية موضوعية في الوقت المناسب للمهنيين في مجال الصحة البيئية والمهنية.

## تاريخ
وقد عقد المؤتمر الوطني للصحة الصناعية الحكومية  في 27 يونيو/حزيران 1938 في واشنطن العاصمة، وقد اقتصر دستور الاتحاد الوطني على العضوية الكاملة في ممثلين اثنين من كل وكالة حكومية للصحة الصناعية، وأتيحت عضوية المنتسبين للموظفين الفنيين الاخرين في الوكالات التي لها عضوية كاملة، وكذلك لموظفي المؤسسات التعليمية التي تعمل في تدريس الصحية الصناعية، ويحق لموظفي الصحة الصناعية الحكوميين في بلدان أخرى الحصول على عضوية منتسبة.
وقد حضر المؤتمر 59 عضوا، وعضو منتسب، و16 عضوا منتسبا. وحضر المؤتمر الأول ثلاثة وأربعون عضوا، بينهم عضو مشارك وستة ضيوف، وكان جميع الاعضاء باستثناء خمسة من الادارات الصحية. ولاية نيويورك وماساتشوسيتس كان كل منهما حاضرا، وكان هناك واحد من لجنة تعويضات ولاية فرجينيا الغربية.
في نهاية الحرب العالمية الثانية، كان العديد من الأفراد يغادرون الوظائف الحكومية وانخفض عدد الاعضاء في المؤتمر من 281 في عام 1944 إلى 235 في عام 1946. كما أن التغييرات في الاحتياجات التقنية والإدارية للوكالات الحكومية والمحلية، تتطلب من المؤتمر أن يراجع دستوره وأن يقوم ببعض التغييرات الرئيسية في هيكله التنظيمي.
وقد تخلت التغييرات في دستور عام 1946 عن مفهوم اقتصار العضوية الكاملة على فردين فقط من كل وكالة حكومية للصحة الصناعية، وقد فتح ذلك الباب أمام جميع الموظفين الفنيين للمشاركة في أنشطة المنظمة على اسس المساواة، كما أن موظفي الصحة الصناعية الحكوميين من البلدان الاجنبية لهم الحق في العضوية الكاملة، وكان من المقرر أن يكون لهذه التغييرات من بين تغييرات أخرى أثر مفيد على المنظمة التي غيرت اسمها في عام 1946 إلى المؤتمر الأمريكي للصحة الصناعية الحكومية.
وفي منتصف الخمسينات استؤنف النمو الثابت في العضوية، وبحلول عام 1960 كان هناك 511 عضوا منهم 54 عضوا من بلدان أخرى، وخلال العقد القادم زاد هذا العدد عن الضعف وبلغ في عام 1977 ما مجموعه 800 1 منهم 166 من خارج الولايات المتحدة.
على مدى أكثر من 75 عاما، تم تخصيص المعهد للصحة الصناعية ومجتمعات الصحة والسلامة المهنية والبيئية، وقد نمت هذه البلدان وتوسعت دون أن تغيب عن البال هدفها الاصلي وهو تشجيع تبادل الخبرات فيما بين العاملين في مجال النظافة الصحية الصناعية وجمع المعلومات والبيانات التي قد تساعد العاملين في مجال الصحة الصناعية على الوفاء بواجباتهم على النحو المناسب، وينعكس هذا الهدف الأصلي في مهمتهم الحالية للنهوض بالصحة المهنية والبيئية وفي تجلياتها: تعريف علم الصحة المهنية والبيئية.
, يتم توفير هذه المعلومات العلمية للأعضاء وغيرهم في الصناعة من خلال صحيفتنا ومؤتمراتنا وندواتنا المهنية، بالإضافة إلى قائمة واسعة من المنشورات التقنية والعلمية، بما في ذلك كتاب TLVs® و BEIs® .
وفي الوقت الحالي، تركز تسع لجان تابعة للمجلس على مجموعة من المواضيع: السلامة والصحة الزراعية، وأدوات أخذ عينات الهواء، والهباء الحيوي، ومؤشرات التعرض البيولوجي، والتهوية الصناعية، والأعمال الدولية، والشركات الصغيرة، والمواد الكيميائية TLVs®، والعامل الفيزيائي TLVs®.

## منشورات
نشرت مجلة الصحة المهنية والبيئية التطبيقية في الفترة من 1990 إلى 2003، وكانت تنشر سابقا بوصفها صحيفة صناعية طبيعية مطبقة من عام 1986 إلى عام 1989. وقد قدمت مجلة ACGIH® التي تمت مراجعتها بواسطة الأقران معلومات علمية وبيانات إلى الأعضاء حتى بدأت ACGIH® و AIHA في نشر مجلة مشتركة.
, مجلة الصحة المهنية والبيئية هي منشور مشترك لرابطة الصحة الصناعية الأمريكية (AIHA) و ACGIH® . و (JOEH) هي مجلة يراجع فيها الأقران مكرسة لتعزيز المعرفة والممارسة فيما يتعلق بالنظافة والسلامة المهنية والبيئية عن طريق نشر مقالات بحثية ودراسات تطبيقية ذات نوعية عالية على نطاق واسع.
وتقدم شركة JOEH، التي تصدر شهريا، وسيلة مكتوبة لابلاغ الافكار والاساليب والعمليات والبحوث في مجالات الصحة المهنية والصناعية والبيئية، وتقييم التعرض، والضوابط الهندسية، وعلم الاوبئة المهنية والبيئية، والطب والسمية، ووسائل الراحة، وغيرها من التخصصات ذات الصلة.

## لجان
وتتولى إدارة أنشطة كل لجنة من خلال بيان فردي للمهمة.
```
لجنة السلامة والصحة الزراعية
```

المهمة: تعزيز تلك الأنشطة والبرامج اللازمة لمناسبتنا للزراعة أو الأعمال الزراعية، وزيادة الوعي بالصحة والسلامة المهنية، والقضايا البيئية التي تؤثر على السكان الذين يعانون من نقص الخدمات في جميع أنحاء العالم.
لجنة أدوات أخذ عينات الهواء
المهمة: تقديم تقارير عن توافر منهجية وأدوات أخذ العينات القائمة والجديدة وكفاءتها واستخدامها وقيودها.
لجنة الهباء الحيوي
المهمة: تجميع ونشر المعلومات عن الملوثات المستمدة من علم الأحياء والتي قد تصبح منقولة جواً، ووضع توصيات لتقييم هذه المخاطر ومراقبتها ومعالجتها والوقاية منها، ووضع معايير لحدود التعرض للهباء الحيوي.
لجنة مؤشرات التعرض البيولوجي
المهمة: وضع مبادئ توجيهية للتعرض البيولوجي المهني صالحة علمياً ومدعومة بحكم مهني، ومحدَّثة وموثقة جيداً ومفهومة وواضحة، وتنتج عن عملية محددة بوضوح ومتوازنة وخالية من تضارب المصالح.
التهوية الصناعية
المهمة: توفير بيئة آمنة وصحية عن طريق دمج أحدث المعلومات من مصادر الحكومة والصناعة، واستخدامها لتطوير التهوية والتوصية بها وغيرها من الضوابط الهندسية لالتقاط الملوثات المحمولة جوا من مكان العمل، وجمعها، وفلترتها، وإزالتها.
اللجنة الدولية
المهمة: للمساعدة في تطوير ودعم المبادرات الدولية لـ ACGIH®.
لجنة الأعمال الصغيرة
المهمة: تطوير ونشر المعلومات العملية التي يمكن لمشغلي المشاريع التجارية الصغيرة وموظفيها تطبيقها على الاعتراف بالمخاطر في أماكن العمل وتقييمها ومراقبتها؛ ومساعدة المهنيين العاملين في مجال السلامة والصحة في مجال العمل مع الشواغل التجارية الصغيرة والتثقيف في هذا المجال.
قيم الحد الأدنى للجنة المواد الكيميائية
المهمة: التوصية بتركيزات محمولة جوا من العوامل وظروف التعرض لاستخدامها في ممارسة النظافة الصحية الصناعية، ومن جانب مهنيين مؤهلين آخرين لحماية صحة العمال.
قيم الحد الأدنى للجنة الوكلاء البدلاء
المهمة: وضع ونشر مبادئ توجيهية للتعرض المهني تستند إلى الأدلة، وصحيحة علمياً، وتقوم باستعراضها بدقة.

## TLVs®و BEIs®
تحدد ACGIH® قيم حد العتبة ("TLVs®") للمواد الكيميائية والعوامل الفيزيائية ومؤشرات التعرض البيولوجي ("BEIs®").
تم إنشاء لجنة الحد الأدنى للمواد الكيميائية (TLV®-CS) في عام 1941، وقد كلفت هذه المجموعة بالتحقيق في حدود التعرض للمواد الكيميائية والتوصية بها ومراجعتها سنويًا. وقد أصبحت لجنة دائمة في عام 1944. وبعد عامين، اعتمدت المنظمة قائمتها الأولى التي تضم 148 حدودا للتعرض، ثم يشار إليها بوصفها أقصى تركيزات مسموح بها. وتم طرح مصطلح «قيم حد العتبة (TLV®)» في عام 1956، وتم نشر القائمة الأولى لقيم حد العتبة ومؤشرات التعرض البيولوجية (كتاب TLVs® وBEIs®) في عام 1962. ويجري حاليا إصدار طبعة جديدة سنويا. تتضمن قائمة اليوم من TLV® وBEI® أكثر من 600 مادة كيميائية وعوامل مادية، بالإضافة إلى أكثر من 30 فهرس للتعرض البيولوجي لمواد كيميائية محددة.
يتم تطوير TLVs® و BEIs® كإرشادات للمساعدة في التحكم في المخاطر الصحية. والغرض من هذه التوصيات أو المبادئ التوجيهية هو استخدامها في ممارسة الصحة الصناعية، بحيث لا يفسرها ويطبقها إلا شخص مدرب في هذا التخصص.